# Francesco Rosaspina
Francesco Rosaspina, né le 2 janvier 1762 à Montescudo et mort à Bologne le 2 septembre 1841, est un peintre et graveur néoclassique italien du XVIIIe  et XIXe siècle.

## Biographie
Francesco Rosaspina est né à Montescudo, un village près de Rimini. Alors qu'il était enfant, son père, Giovanni Battista Rosaspina, qui était notaire et magistrat, a fait déménager sa famille à Bologne. Il commença à étudier la gravure sous Giovanni Fabbri et imita le style de Francesco Bartolozzi, symbolisé par du quadrillage dense. Il a par la suite reçu plusieurs commissions locales de gravures et a notamment créé une série de gravures de plus de cent peintures de la Pinacothèque de Bologne avec ses frères et ses élèves. Il a aussi été nommé professeur à l'Académie des beaux-arts de Bologne et s'est rapproché de nombreux artistes comme Andrea Appiani, Giambattista Bodoni et Giuseppe Zauli. Il a notamment enseigné à Pietro Tomba, Antonio Marchi, Francesco Spagnuoli, Luigi Martelli, Luigi Paradisi et Gaetano Guadagnini qui le remplaça après sa mort à l'Académie. Sa fille Enrichetta maria Giuseppe Asioli et ils eurent un fils, Luigi Asioli qui devint peintre prominent.

## Œuvres
Liste non-exhaustive de ses peintures:
- Ritratto di Teresa Bandettini, gravure, date inconnue, d'après Angelica Kauffmann ;
- Teatro del Corso, gravure, 1805 ;
- Ritratto di Giuseppe Parini, lithographie, XVIIIe siècle, d'après Andrea Appiani;
- Ritratto di Giovan Battista Bodoni, eau-forte et burin, 1815, d'après Andrea Appiani, 18cmx12cm.

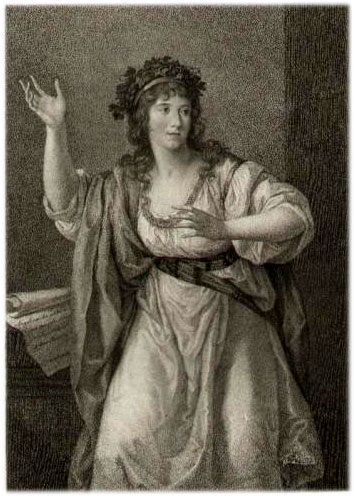
Ritratto di Teresa Bandettini Date inconnue
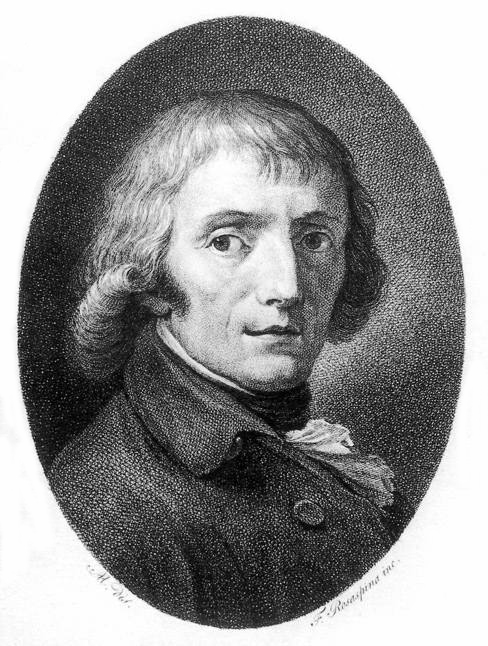
Ritratto di Giuseppe Parini XVIIIe siècle
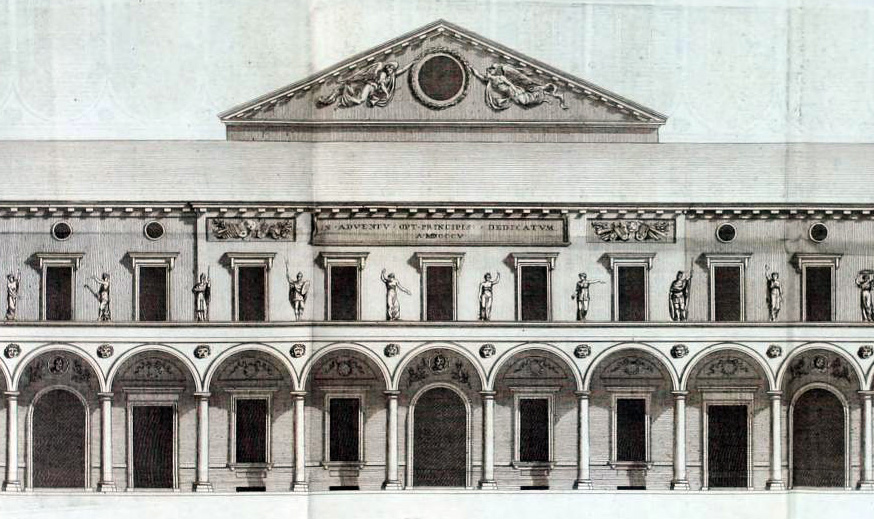
Teatro del Corso 1805
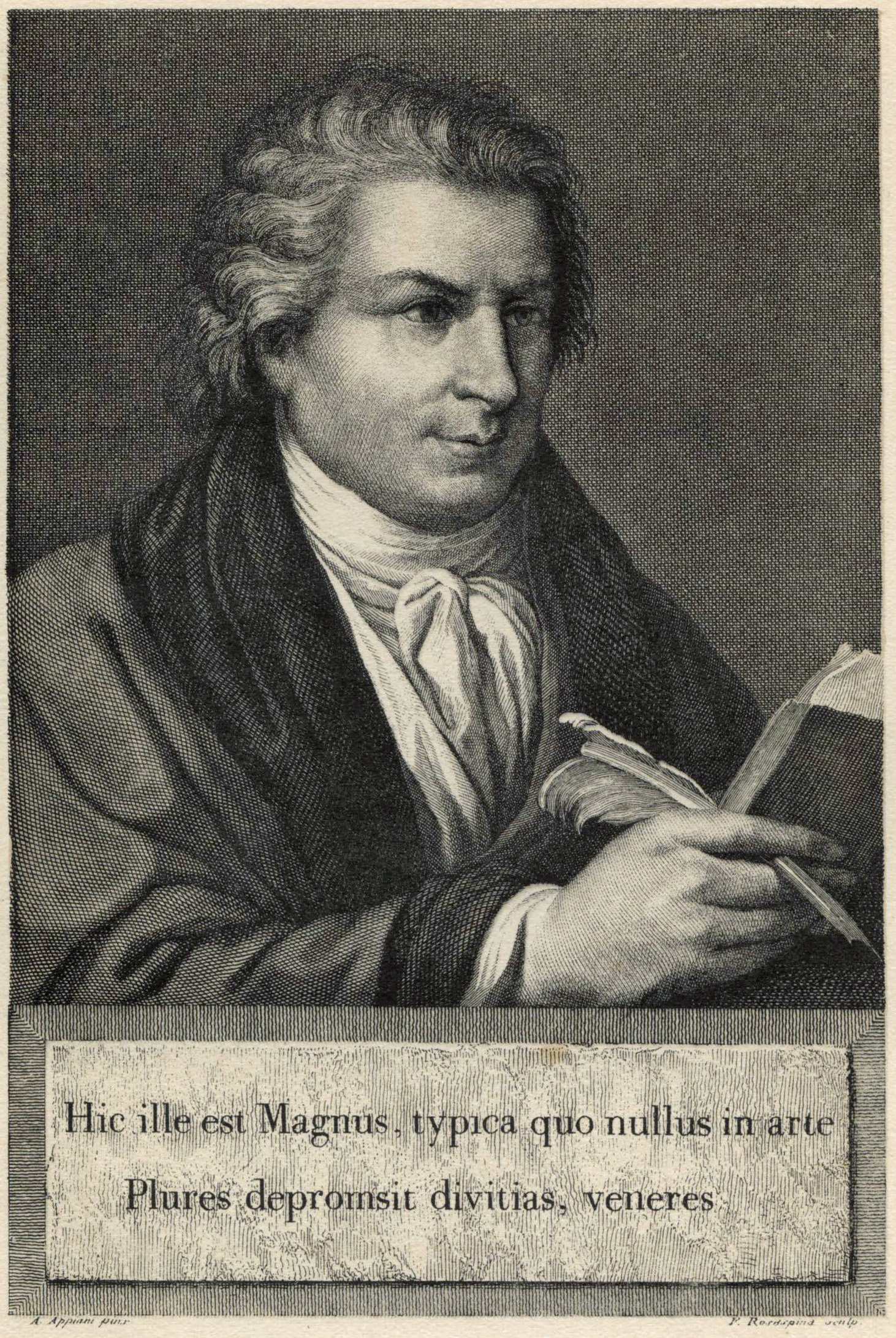
Ritratto di Giovan Battista Bodoni 1815